# Rebellion
För datorspelsföretaget, se Rebellion Developments.
Rebellion är en EP av det schweiziska metalbandet Samael, utgiven av Century Media 1995. 

## Historia
Rebellion spelades in i Woodhouse Studios i Hagen, Tyskland i februari 1995 och producerades av Xy tillsammans med Waldemar Sorychta. Texterna är skrivna av Vorphalack och musik är skriven av Xy, förutom covern "I Love The Dead", som är gjord av Bob Ezrin och Alice Cooper. Förutom Vorphalack på sång och gitarr och Xytras, vars namn numera förkortats till Xy, på trummor, medverkar även Masmiseîm på bas och Rodolphe H. på keyboards. Utöver CD-utgåvan släpptes en begränsad bildvinylupplaga på 1 000 exemplar. Century Media släppte 2001 en återutgåva med hela Rebellion-EP:n som bonus till Ceremony of Opposites.
Albumets omslagsbilder är skapade av Eric Vuille och layouten är gjord av Samael.

## Låtlista
1. "Rebellion"
2. "After the Sepulture"
3. "I Love the Dead" (Alice Cooper-cover
4. "Static Journey" (instrumental)
5. "Into the Pentagram"
6. "Static Journey" (gömt spår på den engelska utgåvan)

## Banduppsättning
- Xy - trummor, programmering
- Vorphalack - sång, gitarr
- Masmiseîm - bas
- Rodolphe H. – keyboards, sampling

### Övriga medverkande
- Waldemar Sorychta - producent
- Eric Vuille - omslagsbilder